# 対馬市立今里小学校

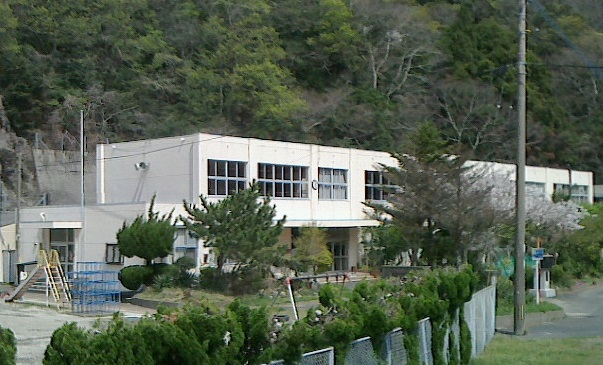
対馬市立今里小学校 旧校舎

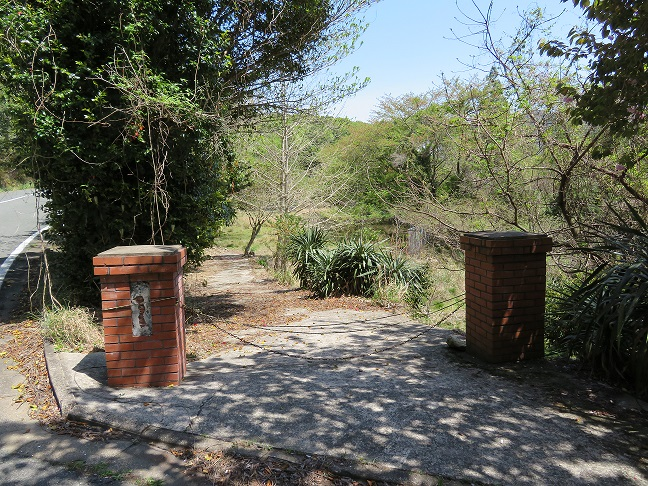
吹崎分校跡

対馬市立今里小学校（つしましりつ いまざとちゅうがっこう, Tsushima City Imazato Elementary School）は長崎県対馬市美津島町今里にある公立小学校。

## 概要
歴史
1874年（明治7年）に開校した「第五大学区第四中学区三十番学校尾崎学校」を前身とする。2009年（平成21年）に創立135周年を迎えた。
校区
住所表記で対馬市美津島町の後に「加志（かし）、今里、尾崎（おさき）」の続く地域。中学校区は対馬市立雞知中学校。

## 沿革
- 1874年（明治7年）6月1日 - 尾崎村に「第五大学区第四中学区（雞知学区）三十番小学尾崎学校」の開校が文部省に正式認可される。
- 1884年（明治17年）10月 - 「小茂田学区公立中等小茂田小学校下等今里分校」に改称。
- 1886年（明治19年）- 小学校令により、簡易科を設置し「小茂田学区簡易今里小学校」に改称。
- 1891年（明治24年）- 尋常科を設置し、「小茂田学区尋常今里小学校」に改称。吹崎と簀に分教場を設置。
- 1893年（明治26年）- 「今里尋常小学校」となる（「尋常」の位置が変わる）。
- 1903年（明治36年）4月 - 今里農業補習学校が併置される。
- 1908年（明治41年）4月1日
  - 島嶼町村制施行により、下県郡竹敷村が発足し、竹敷村立の小学校となる。
  - 吹崎分教場と簀分教場が統合・分離の上、岳下尋常小学校として独立。
- 1916年（大正5年）5月9日
  - 高等科を併置し、「竹敷村立今里尋常高等小学校」に改称。
  - 岳下尋常小学校を統合し、吹崎分教場を設置。
- 1928年（昭和3年）- 統合により、「雞知村立鶏鳴尋常高等小学校今里分教場」となる。
- 1932年（昭和7年）4月1日 - 雞知村が竹敷村を編入し、雞知村立の小学校分教場となる。
- 1933年（昭和8年）- 竹敷尋常小学校[4]尾崎分教場が廃止され、今里分教場に統合される。
- 1941年（昭和15年）10月17日 - 雞知村が町制施行を行い、雞知町となる。
- 1941年（昭和16年）4月1日 - 国民学校令により、「雞知町立雞知国民学校 今里分教場」に改称。
- 1947年（昭和22年）
  - 2月28日 - 雞知町立雞知国民学校から分離の上、「雞知町立今里国民学校」に改称。同時に雞知国民学校より吹崎分教場が移管される。
  - 4月1日 - 学制改革（六・三制の実施）
    - 旧・今里国民学校の初等科が改組され、「雞知町立今里小学校」となる。
    - 旧・今里国民学校の高等科が改組され、「雞知町立今里中学校」（新制中学校）となり、小学校に併設。
- 1950年（昭和25年）2月1日 - 中学校校舎が完成し、小中校舎を分離（ただし併設は継続）。
- 1955年（昭和30年）4月1日 - 美津島町の発足により、「美津島町立今里小学校・中学校」に改称。
- 1973年（昭和48年）4月1日 - 今里中学校との併設を解消し独立（校長が小中別になる）。
- 2002年（平成14年）3月31日 - 吹崎分校（最終所在地:美津島町吹崎305番地、北緯34度17分47.1秒 東経129度15分18.1秒）を廃止し、本校に統合。
- 2004年（平成16年）3月1日 - 対馬市の発足により、「対馬市立今里小学校」（現校名）に改称。
- 2013年（平成25年）4月1日 - 対馬市立今里中学校の閉校により中学校区が対馬市立雞知中学校に変更となる。
- 2015年（平成27年）9月 - 隣接する旧中学校校舎に移転。住所が今里291番地2から今里291番地9に変更となる[5]。
- 2017年（平成29年）11月10日-市指定「ICT教育推進モデル校」研究発表会を開催。
- 2018年（平成30年）10月25～26日-第64回九州へき地・小規模校教育研究大会長崎大会で、公開授業・学校別分科会を開催。

## アクセス
最寄りのバス停
- 対馬交通 尾崎線「今里」バス停

最寄りの国道・県道
- 長崎県道24号厳原豆酘美津島線

## 周辺
- 対馬市立今里中学校
- 対馬市立西へき地保育所
- 対馬南警察署加志警察官駐在所